# Tomb Raider (2013)
Tomb Raider is een third-person shooter ontwikkeld door Crystal Dynamics en uitgegeven door Square Enix. Het spel kwam op 5 maart 2013 uit voor PlayStation 3, Windows en Xbox 360. Het is het tiende deel van de Tomb Raider-serie. 
Het spel borduurt niet verder op de verhaallijn die in Tomb Raider: Legend tot en met Tomb Raider: Underworld uitgewerkt werd, maar richt zich op hoe Lara Croft, de hoofdpersoon, is geworden zoals ze is. Het is daarmee het eerste spel in de derde subserie van Tomb Raider.

## Verhaal
De onervaren Lara Croft is net afgestudeerd. Ze monstert op 21-jarige leeftijd aan op het schip Endurance, dat op zoek zal gaan naar Yamatai, een verloren Japans koninkrijk dat volgens de legendes geleid werd door Himiko, een sjamaan met duistere krachten. Het schip staat onder leiding van kapitein Conrad Roth. Ze leidt schipbreuk en spoelt aan op een eiland, verwijderd van de anderen. Voordat ze de anderen kan bereiken, wordt ze gevangengenomen.
Op het eiland blijken veel meer overlevenden te zijn van vorige vliegtuig en bootcrashes. Ze noemen zich de Solarii en vereren de "Zonnegodin". Wanneer nieuwe overlevenden aanspoelen worden ze gerekruteerd door de Solarii, of vermoord en geofferd aan de zonnegodin. Het eiland wordt geteisterd door onnatuurlijke stormen en alle pogingen om van het eiland af te komen zullen hierdoor mislukken. Lara vindt uit dat de stormen gelinkt zijn aan een ritueel dat de ziel van Himiko overbrengt in een nieuw lichaam. Later blijkt dat tijdens het laatste ritueel, de ontvanger van de ziel zelfmoord pleegde, en de ziel van Himiko gevangen bleef in een stervend lichaam. Sindsdien teistert de woede van de ziel het eiland.
De cult op het eiland wordt geleid door Mathias. Hij gelooft dat als hij de zonnekoningin een kandidaat vindt om het ritueel op uit te voeren, hij de vrijheid krijgt om het eiland te verlaten. Hij denkt dat Sam, een passagier van de Endurance, een geschikte kandidaat is. Om de vloek te verbreken, moet Lara echter Himiko doden.

## Spel
Het spel begint als Lara Croft is aangespoeld op het eiland. De speler kan vrij over het eiland bewegen, maar kan sommige gedeeltes van het eiland alleen bereiken als deze bepaalde vaardigheden heeft geleerd of de benodigde uitrusting heeft verkregen of gemaakt. Over het hele eiland zijn er basiskampen waarin Lara haar vaardigheden kan verbeteren, gevonden voorwerpen kan combineren tot nieuwe hulpmiddelen en snel naar een vorig basiskamp kan terugreizen. De focus ligt in dit spel ook meer op gevecht-gerelateerde zaken. Zo zal dit spel slechts een vrij-richten-mechaniek hebben, in tegenstelling tot vorige spellen waar standaard automatisch doelen gekozen werden. Het spel is op meerdere momenten uitgesteld. Fans begonnen zich daarom zorgen te maken over de aard van het spel, en of het wel binnen de perken van een klassieke Tomb Raider-game te plaatsen is. Karl Stewart van de ontwikkelingsstudio Eidos Montreal gaf hier een toelichting op in een interview met Gamer.nl.

## Ontwikkeling
De ontwikkeling van het tiende deel van Tomb Raider begon eind 2008 of begin 2009. Net zoals bij de ontwikkeling van Tomb Raider: Underworld werd het team van Crystal Dynamics in twee groepen gesplitst. De ene groep werkte aan de spin-offs (onder andere Lara Croft and the Guardian of Light), terwijl de andere groep aan de volwaardige opvolger van Underworld werkte.
In november 2010 registreerde Square Enix de slogan van haar nieuwste Tomb Raider-spel als handelsmerk: "A survivor is born". De maand erop, op 6 december, werd bekendgemaakt dat Square Enix daadwerkelijk bezig was aan de nieuwe Tomb Raider.

## Ontvangst
| Spel                            | GameRankings                           | Metacritic                             |
| ------------------------------- | -------------------------------------- | -------------------------------------- |
| Tomb Raider                     | (X360) 87,41% (PS3) 86,71% (pc) 86,69% | (PS3) 87/100 (X360) 86/100 (pc) 86/100 |
| Tomb Raider: Definitive Edition | (X1) 86,62% (PS4) 85,76%               | (X1) 86/100 (PS4) 85/100               |